# 月宫宝盒 (1924年电影)
《月宫宝盒》是一部1924年的美国奇幻冒险电影，由拉乌尔·沃尔什导演，道格拉斯·范朋克主演。本片故事来源于《一千零一夜》，讲述了一个盗贼爱上了巴格达哈里发之女。
据范朋克的儿子透露，他在自己的电影中最喜欢这一部。这位体格健壮的影星在片中采用了“像猫一样不费力的”动作，可以算是舞蹈也是体操。本片以及他更早的作品《罗宾汉》（1922年）標誌了范朋克从喜剧演员转型为动作冒险演员。这部电影也是黄柳霜演艺生涯中的重要一步，她在片中飾演狡猾的蒙古奴隶。
《月宫宝盒》着重于运用当时的特效（魔毯、绳子魔术和可怕的怪兽），和大量阿拉伯风格的布景。1996年，本片因其在“文化、历史和审美方面的显著成就”，被美国国会图书馆列入国家电影登记部下属的国家电影保存委员会保护电影名单。

## 剧情

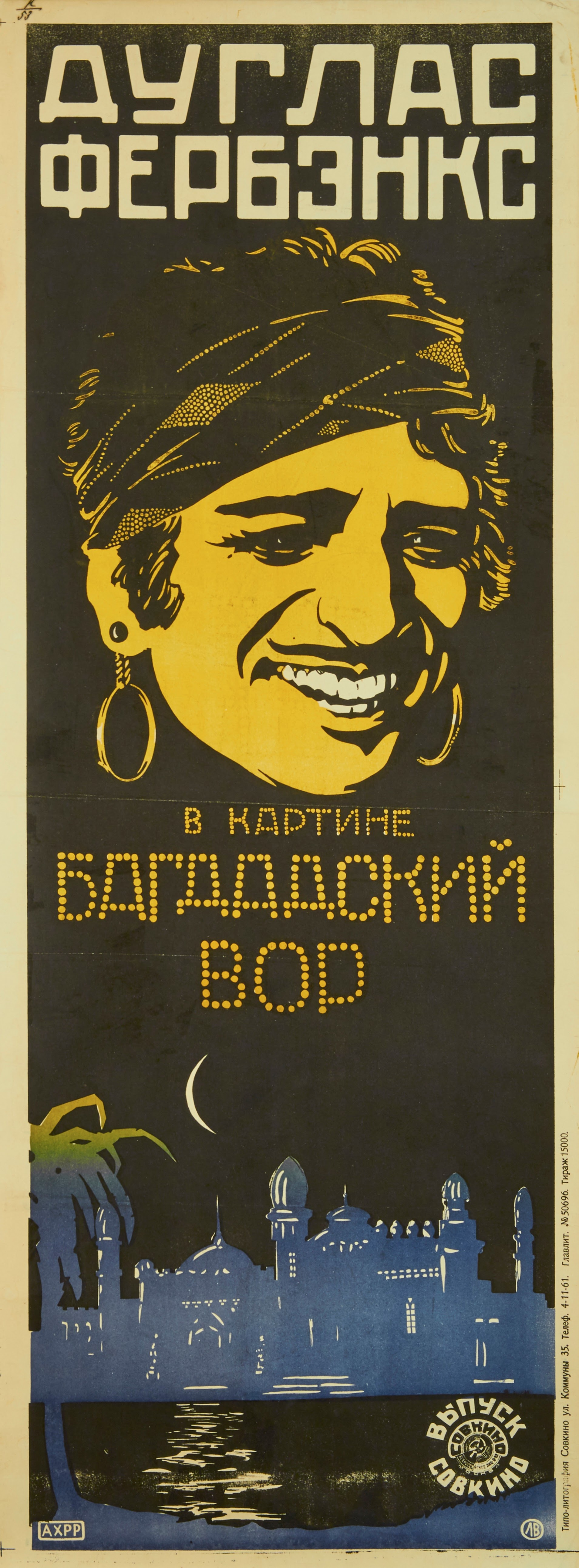
苏俄电影海报

艾哈迈德在巴格达市随心所欲地偷东西。徘徊在一座清真寺里，他告诉圣人他不屑于他的宗教；他的哲学是：“我想要什么，我就拿什么。”
当天晚上，他利用在祈祷仪式上偷来的一根魔绳，潜入哈里发的宫殿。当他看到沉睡的公主，即哈里发的女儿时，所有掠夺的想法都被遗忘了。公主的蒙古奴隶惊动了卫兵，但他逃脱了。
他的伙伴阿布提醒沮丧的艾哈迈德，在哈伦·拉希德统治时期，一个过去的小偷曾经偷走了另一位公主。艾哈迈德也开始了同样的行动。第二天是公主的生日。三位王子来到这里，向她求婚，以及未来对城市的继承权。公主的另一个奴隶预言，她将嫁给第一个触碰她花园里的玫瑰树的人。公主焦急地注视着印度王子、肥胖的波斯王子、蒙古王子依次从玫瑰树下经过。一看到蒙古人，公主就充满恐惧；但当艾哈迈德出现时（用偷来的衣服伪装成求婚者），她便很高兴。蒙古奴隶把预言告诉了蒙古王子，但在他接触到玫瑰树之前，艾哈迈德的马被惊动了，把艾哈迈德甩进了树里。
当晚，按照古代习俗，公主选择了艾哈迈德作为她的丈夫。出于爱，艾哈迈德放弃了绑架她的计划，并在私下向她坦白了一切。蒙古王子从他的间谍——公主的蒙古奴隶那里得知，艾哈迈德只是一个普通的小偷，并通知了哈里发。艾哈迈德被无情地鞭打，哈里发命令用一只巨猿把他撕碎，但公主收买了卫兵，让他们放了他。
哈里发坚持要她再选择一个丈夫，她忠诚的奴隶则建议她推迟。她要求王子们在“七个月亮”后各自给她带来一份礼物；她将嫁给给她带来最稀有礼物的人。在绝望中，艾哈迈德求助于圣人。他告诉艾哈迈德要成为一名王子，并向他揭示了通往巨大宝藏的充满危险的道路。
印度王子从一个巨大神像的眼睛里获得了一个神奇的水晶球，它可以显示他想看到的任何东西，而波斯王子则买了一个飞毯。蒙古王子留下了他的随从，让他组织他要派往巴格达的士兵，伪装成搬运工（王子一直想攻下这座城市；美丽的公主只是一个额外的激励因素）。他得到了一个神奇的苹果，有能力治愈任何疾病，甚至起死回生。他向蒙古奴隶传话，让他给公主下毒。经过多次冒险，艾哈迈德获得了一件隐身斗篷和一小盒魔法粉末，当他往地上撒这些粉末时，这些粉末就会变成他想要的东西。艾哈迈德飞奔回城。
在返回巴格达之前，三位王子按照约定在一个集合地见面。蒙古王子要求印度王子用水晶球看看公主是否已经在等他们。他们发现公主已经奄奄一息，于是坐上波斯王子的飞毯去找她，然后蒙古人用苹果治愈了她。王子们为哪件礼物最稀有而争论不休，但公主指出，如果少了任何一件礼物，只靠剩下的两件礼物是无法拯救她的。她忠诚的奴隶用水晶球给她看艾哈迈德，因此公主说服她父亲仔细考虑驸马人选。蒙古王子选择不再等待，当晚就发动了他的秘密军队，占领了巴格达。
艾哈迈德来到城门，城门紧闭，由蒙古人把守。当他用粉末幻化出一支大军时，蒙古士兵纷纷逃窜。蒙古王子正准备让他的一个士兵杀了他，这时蒙古奴隶建议他带着公主坐上飞毯逃跑。艾哈迈德解放了城市，救出了公主，用他的隐形斗篷穿过了守卫他们王子的蒙古人。为了表示感谢，哈里发将自己的女儿嫁给了他。

## 演员
- 范朋克 饰 艾哈邁德，巴格達大盗
- 史尼茲·愛德華（英语：Snitz Edwards） 饰 他的同伙
- 查爾斯·卑路乍（英语：Charles Belcher (actor)） 饰 聖人（伊瑪目）/讲述人
- 茱蓮·約翰斯頓（英语：Julanne Johnston） 饰 公主。約翰斯頓在前一年还曾出演另一部天方夜譚电影《瓶中仙子（英语：The Brass Bottle (1923 film)）》中，由莫里斯·都納爾（英语：Maurice Tourneur）执导，现已散佚
- 上山草人 饰 蒙古王子
- 黄柳霜 饰 蒙古奴隶
- 布蘭登·赫斯特（英语：Brandon Hurst） 饰 哈里发
- 托特·杜克罗（英语：Tote Du Crow） 饰 占卜者
- 諾布林·約翰遜（英语：Noble Johnson） 饰 印度王子
- 瑪蒂爾德·柯蒙（英语：Mathilde Comont） 饰 波斯王子（未署名）
- 山姆·貝克（英语：Sam Baker (actor)） 饰 劍客[8]
- 定吉·哈特曼（英语：Sadakichi Hartmann） 饰 宮廷魔術師（未署名）[9]
- 拉丝卡·温特（英语：Laska Winter） 饰 琵琶奴隸（未署名）

二战軍官傑克·邱吉爾和藍調音樂家傑西·富勒亦参演此片。

## 引用
1. ↑  Quigley Publishing Company "The All Time Best Sellers", International Motion Picture Almanac 1937-38 (1938) p 942 accessed 19 April 2014
2. 聯合新聞網. . 噓！星聞. 2017-09-01  [2025-04-21]. （原始内容存档于2024-05-25） （中文（臺灣））.
3. ↑  又译《巴格达大盗》：. 自由時報. 2008-04-04  [2024-07-30]. （原始内容存档于2024-07-30）.
4. ↑  .   [2014-06-01]. （原始内容存档于2020-06-27）.
5. ↑  Whitford 2007, p. 160.
6. ↑  Finler 1975, p. 16.
7. ↑  Soister, John T.; Nicolella, Henry; Joyce, Steve. . McFarland Publishing. 2013: 559. ISBN 978-0786487905.
8. ↑  TCM Sadakichi Hartmann filmography
9. ↑  Meredith, Anthony. . Author House. 2011: 47. ISBN 978-1467877626.
10. ↑  Jesse Fuller在互联网电影资料库（IMDb）上的資料（英文）